# Erethistidae
Famille
Les Erethistidés (Erethistidae) forment une famille de poissons-chats (ordre des Siluriformes).

## Liste des genres
Selon FishBase (29 octobre 2017) :
- genre Ayarnangra
- genre Caelatoglanis
- genre Conta
- genre Erethistes
- genre Erethistoides
- genre Hara
- genre Pseudolaguvia

Selon World Register of Marine Species (29 octobre 2017) :
- genre Caelatoglanis Ng & Kottelat, 2005
- genre Conta Hora, 1950
- genre Erethistes Müller & Troschel, 1849
- genre Erethistoides Hora, 1950
- genre Hara Blyth, 1860
- genre Pseudolaguvia Misra, 1976